# 의왕시의회
의왕시의회는 경기도 의왕시 지역을 관할하는 기초의회이다.